# Monte Denervo
Il monte Denervo (Denérf nella parlata locale) è una montagna delle Prealpi Bresciane e Gardesane appartenente al gruppo del Pizzocolo-Zingla-Manos e con la sua cima raggiunge i 1.463 m.s.l.m..
Situato nel territorio comunale di Gargnano, di cui è la vetta più alta, fa parte del Parco Alto Garda Bresciano. Il luogo è stato fino agli anni ottanta del secolo scorso, prima dell'abbandono dell'agricoltura di montagna degli ultimi contadini, una zona d'alpeggio, un'area dedicata alla produzione del formaggio e all'allevamento del bestiame.

## Geografia fisica
È una montagna tozza dotata di due cime, quella nord di 1463 m. e quella sud di 1460 m., di aspetto boscoso, si eleva longitudinalmente tra la Valle della Costa e il monte Comer. Con una sommità allungata a forma di lama, quasi pianeggiante, dove si ergono imponenti faggi, boschi cedui spiccano nel versante nord e sud le radure erbose delle sue due malghe di alpeggio. È costituita dalla "Corna" nella sua parte più elevata che è la formazione geologica dominante nel settore sudorientale, costituita da un calcare puro a tessitura microcristallina facilmente erodibile dalle acque meteoriche su cui si è attivato uno spinto carsismo da cui l’appellativo di “Carso Bresciano”. Dalla Corna del Monte si escavava nei secoli passati il marmo ammonitico.
Le due malghe: malga di Denervo di Sotto sita a 1373 m. e malga Denervo di Sopra sita a 1456 m., detta anche Casina Vecia, di proprietà dei conti Bettoni Cazzago di Gargnano, furono usate storicamente per l’alpeggio da parte dei contadini locali e per alcuni risalgono tra il 1400 e il 1600. Queste presentano dei dettagli di costruzione particolarmente raffinati per delle malghe di montagna di norma costruite con materiali poveri e prive di un'identità artistica, presenti nelle cornici e negli architravi di ingresso sopra le porte e anche negli stipiti in pietra lavorata. Le murature, costituite da pietra locale, sono molto massicce e nella malga di Sopra presentano, solo nel lato nord, delle stranissime finestrelle infossate con apertura a feritoia, forse così impostate per arieggiare la stagionatura dei formaggi prodotti. Questo, ad alcuni, fa però anche presumere che furono costruite prevedendo una possibile difesa da aggressori quali i banditi che infestarono queste zone tra il 1500 e il 1600 oppure controllare il passo di malintenzionati, meno probabile come sostengono invece altri, che durante la prima guerra mondiale siano state riadattate a dormitori per i soldati o operai militarizzati dispiegati lungo la vicina linea di confine della Val Vestino nella costruzione di opere belliche.
Malga Denervo di Sopra, l'edificio primitivo, si presenta come una costruzione tozza, assomigliando quasi a un fortilizio, ancora abbastanza integra ma con il tetto pericolante, evidentemente non più utilizzata vista la radura invasa dal bosco. È un esempio di architettura rurale con la stalla, il locale “casera” per la lavorazione del latte, il camino e il vascone di raccolta dell’acqua.

## Origine del nome
L'origine del parola è completamente sconosciuta. Mentre secondo alcuni l'etimologia della località di Briano,  ai piedi del Monte, viene fatta derivare, tra questi Arnaldo Gnaga, da "brigalis" forma aggettivale della voce celtica "briga" o "brik", che significa monte, secondo altri, come Natale  Bottazzi,  da "breial" che significa recinto (da cui deriverebbe anche il nostro bròl-brolo).

## Storia
Nei secoli passati in special modo tra il 1426 e il 1796, data la sua posizione strategica sul limitare del confine di stato tra la Repubblica di Venezia e il Principato vescovile di Trento, la zona compresa tra il monte Camiolo, il monte Tavagnone, la valle del Droanello e della Costa di Gargnano, suscitò nei provveditori veneti di Salò un'assillante attenzione su ogni possibile movimento nemico che attraverso i passi o sentieri che dalla Val Vestino poteva minacciare la Riviera di Salò. Così la situazione viene menzionata nella relazione che il provveditore Melchior Zane, datata 3 giugno 1621, inviò segretamente al Consiglio dei Pregadi ove affermava che: "[...] Il secondo passo che entra in comune di Gargnano è quello di Cocca di Pavolon con due strade. Una viene da Cadria, luogo della Val Vestino, passando per la montagna di Risech del comun di Tignale, con cavalli e pedoni e l'altra da Camiolo, luogo di detta Valle, sale sul monte del Pinedo del comun di Gargnano e va nel fiume di Droane, venendo addirittura della Cocca di Pavolon.
Il territorio venne toccato dal fenomeno del banditismo che imperversò nei secoli XVII-XVIII, con Giovanni Beatrice detto Zuan Zanon o Zanzanon, che fu uno dei più famosi e attivi banditi della Riviera del Garda, come erano di Gargnano e della Val Vestino alcuni componenti la sua banda.
Risulta da documenti che il possesso del monte in antico fu contestato tra le comunità di Tignale e Gargnano e attualmente parte del luogo è di proprietà della nobile famiglia gargnanese dei conti Bettoni Cazzago che conservano, tra l'altro, a Razone l’imponente palazzo fatto costruire nel XVI secolo dai frati francescani di Gargnano.
Il monte, tra il 1940 e il 1943,  fu un luogo di esercitazioni militari del Battaglione alpini "Vestone" stanziati nella caserma Magnolini di Gargnano.

## Luoghi di interesse

### La cava di Marmer
Data la sua formazione geologica, il monte Denervo si prestò fin dai tempi antichi all'escavazione di pregevoli marmi di ammonitico rosso e giallo nel sito di "Marmer" impiegato nell'edilizia religiosa o civile. Questi trasportati a dorso dei muli fu impiegato a adornare il presbiterio del santuario di Montecastello a Tignale, il pavimento della chiesa di Muslone edificata e consacrata nel 1499, le decorazioni nella chiesa di San Marco di Piovere di Tignale datata 1633, la mensa dell'altare in pietra rosata della chiesa di san Pietro di Gardola e fu adoperato, tra il 1400 e il 1500, in tutte le chiese della Val Vestino nella loro pavimentazione, ora solo la chiesa di sant'Antonio abate Magasa ne conserva il manufatto primitivo. 
Secondo lo storico monsignor Antonio Fappani, apprezzata fu anche la pietra litografica scoperta dagli ing. Tognolli e Restelli agli inizi del 1900 e i cui primi assaggi incontrarono successo sia a Brescia che a Milano. Ma l'escavazione, sia dei marmi che della pietra litografica, ha sempre incontrato difficoltà per la impraticabilità del luogo dovuta alla mancanza di un collegamento viario con il monte sottostante.

## Panorama
Nei giorni sereni si gode un panorama eccezionale; a nord della Val Vestino, con le sue vette più elevate del Parco regionale dell'Alto Garda Bresciano, da ovest a nord, la Val Vestino con il monte Vesta, il monte Carzen, il monte Manos, il monte Stino, il monte Cingla, il monte Tombea e il monte Caplone. Immediatamente alla destra verso est, ma a maggiore distanza, osserviamo le cime del monte Bondone, del monte Stivo e del monte Altissimo di Nago, mentre gran parte dell’orizzonte orientale è delimitato dalla lunga cresta sommitale e dalle numerose elevazioni del monte Baldo con cima Telegrafo, l'altura principale. Il Lago di Garda domina la vista mentre a sud il monte Pizzocolo e dai vicini monte Spino e monte Zingla.

## Accessi
Il Monte è raggiungibile comodamente e solamente a piedi percorrendo circa 2 km., su sentiero, partendo da Briano, località del monte di Gargnano. Altri accessi sono presenti da Piovere di Tignale salendo alla Bocchetta di Premaur, da Muslone percorrendo il sentiero detto del Luf fino al monte Comer o dalla Costa attraverso il sentiero detto del Vecchio, ambedue frazioni di Gargnano.

## Galleria d'immagini

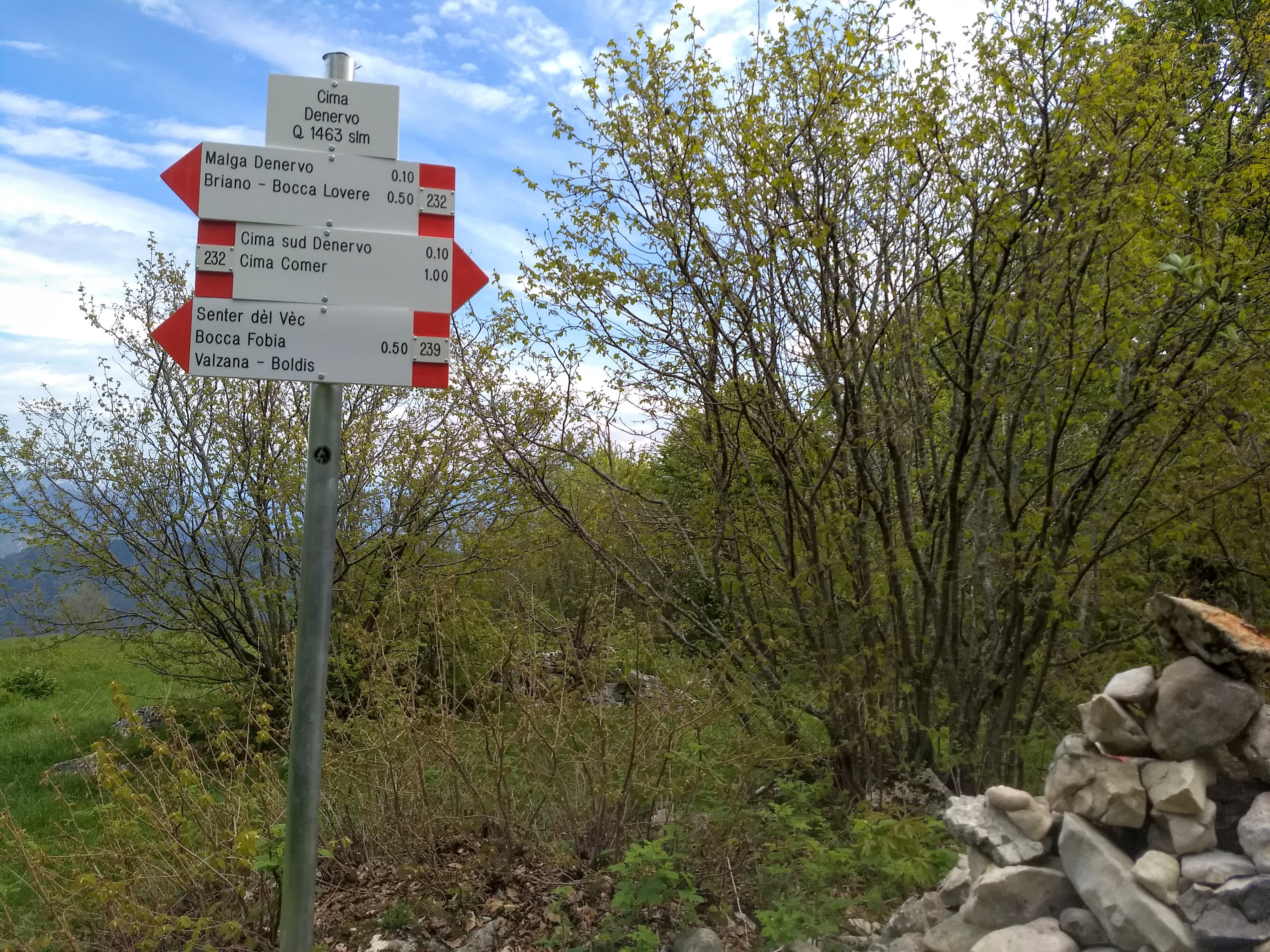
Paline a Cima Denervo
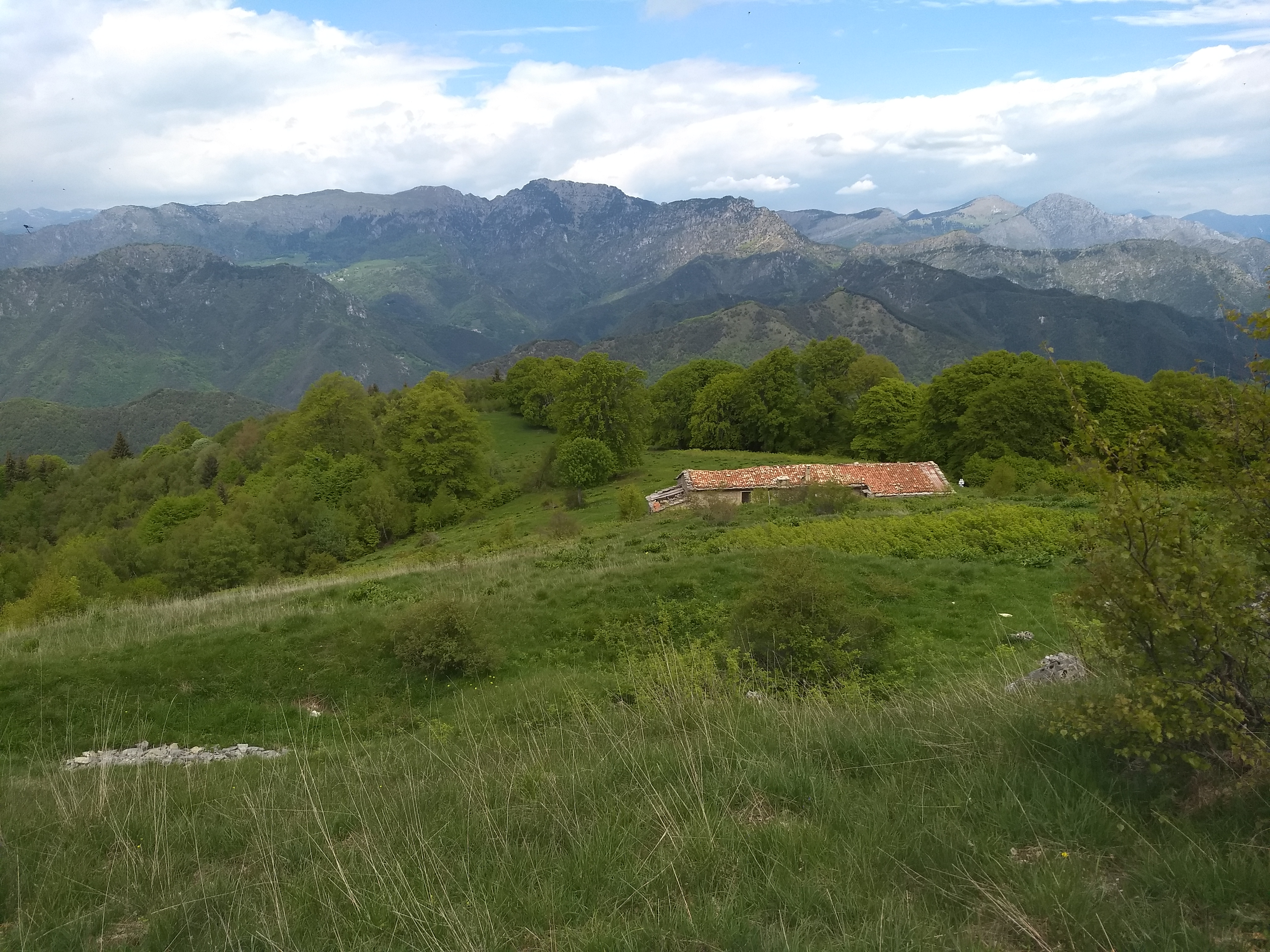
Malga Denervo di Sotto vista da Cima Denervo
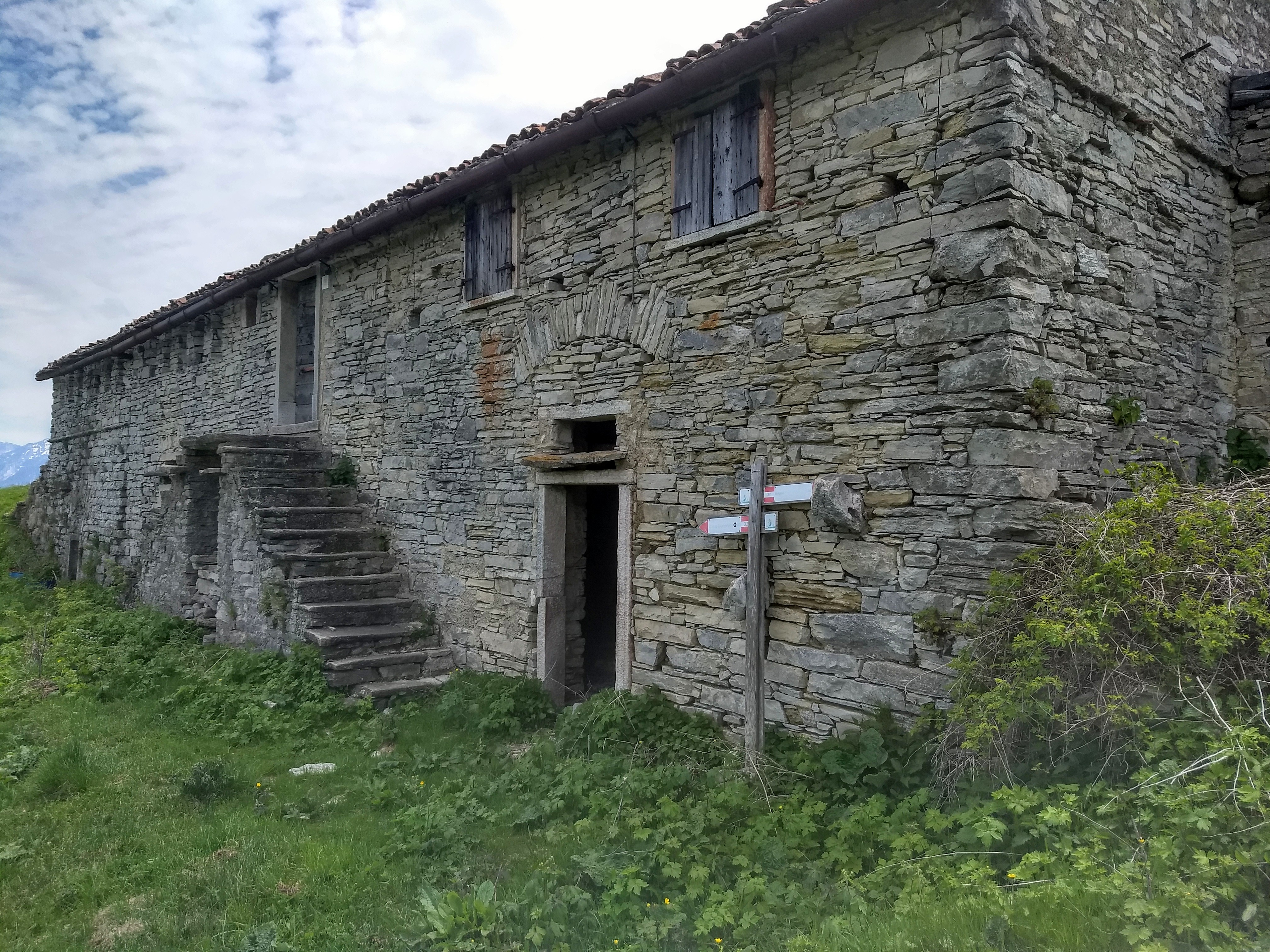
Malga Denervo di Sotto
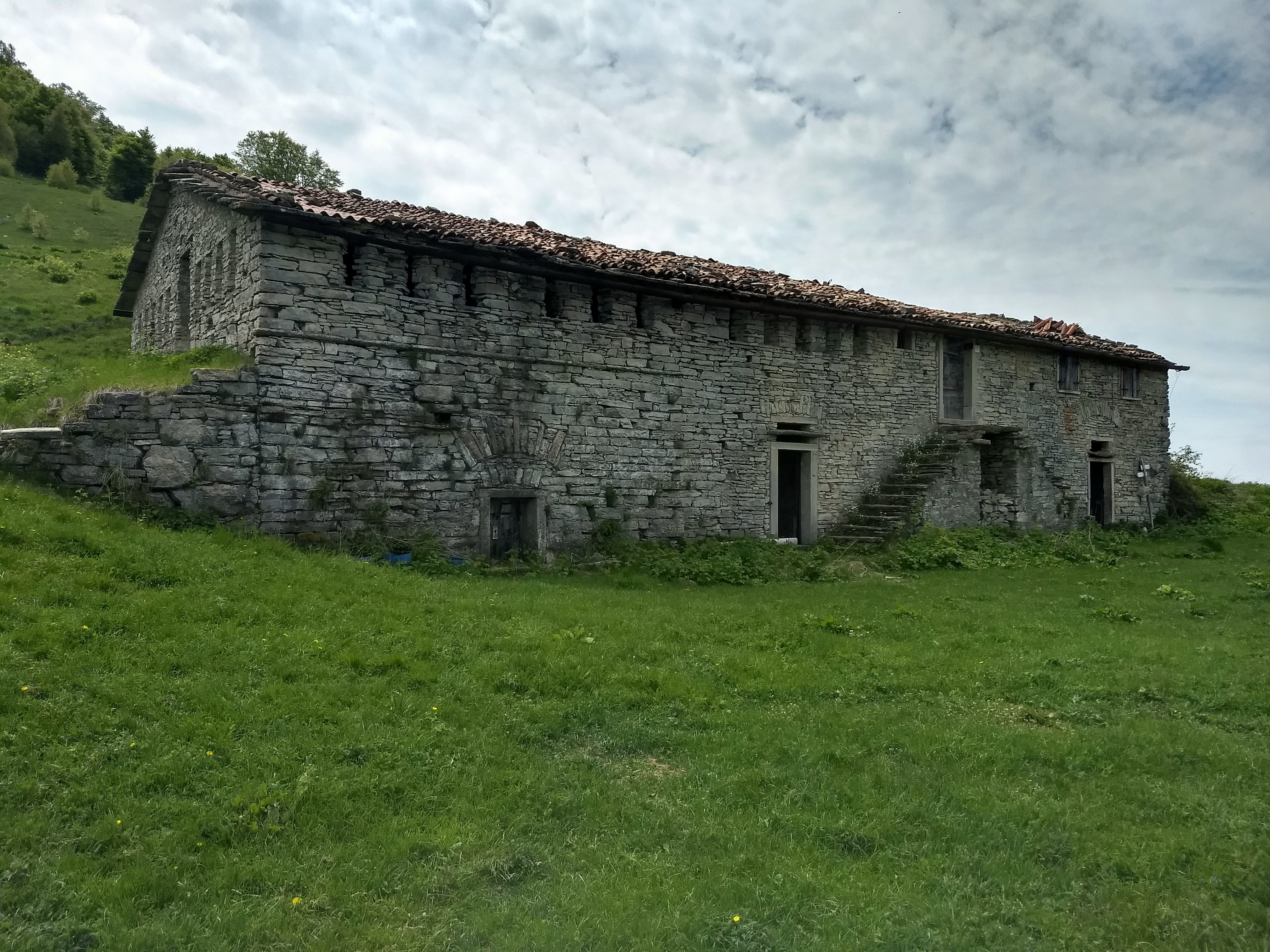
Malga Denervo di Sotto
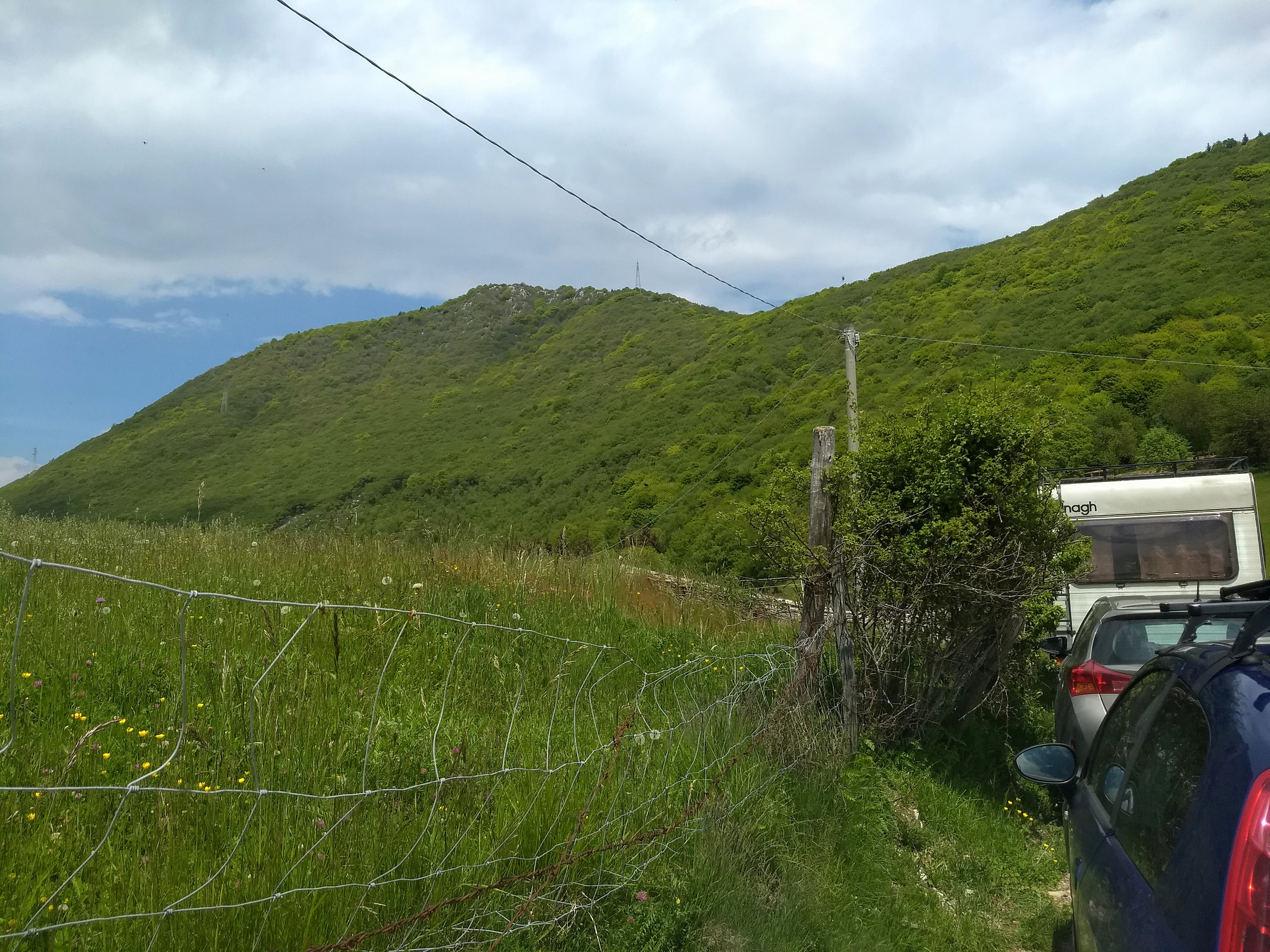
Cima Denervo sud vista da Briano, località Destra
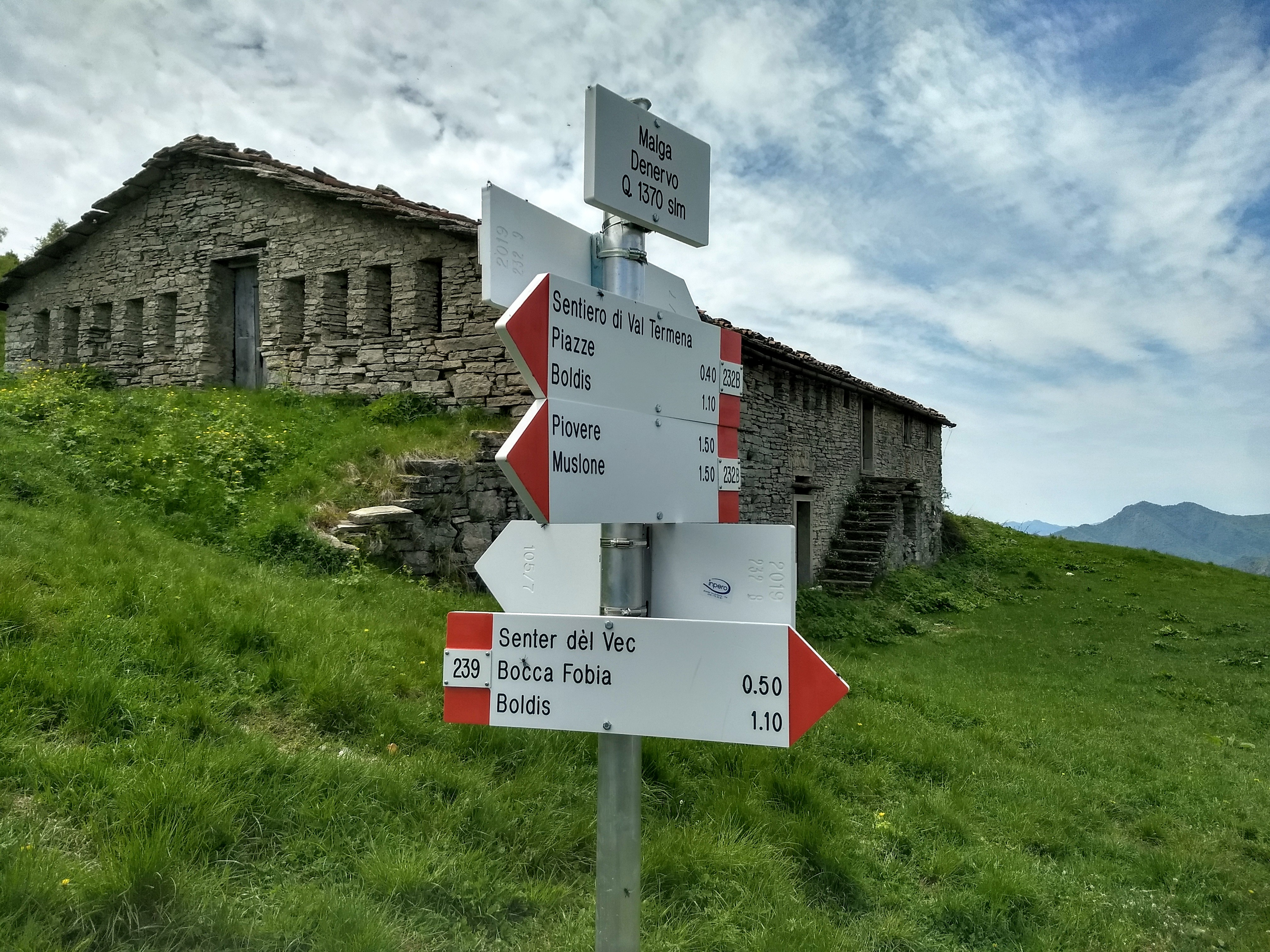
Paline a malga Denervo di Sotto
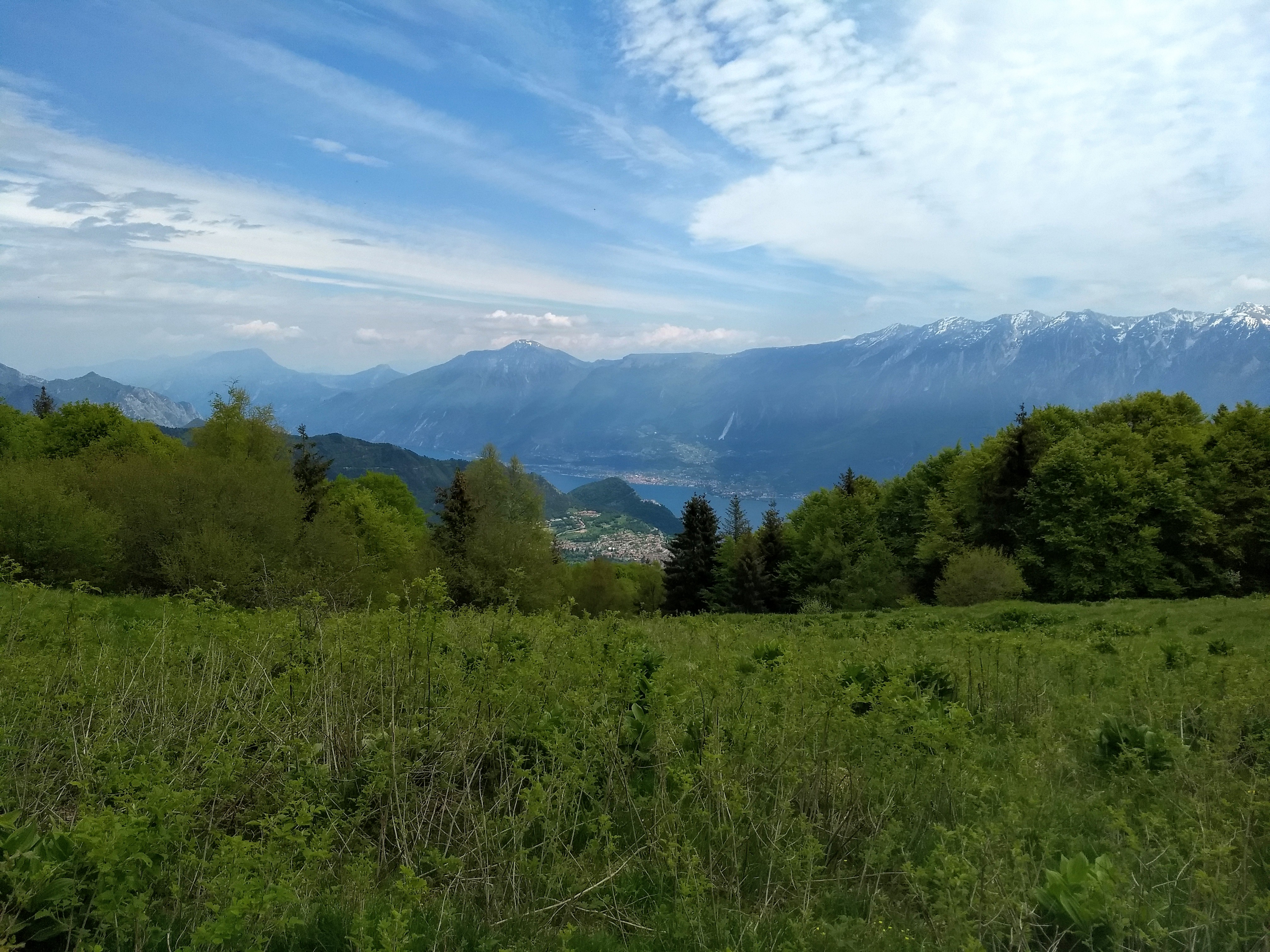
Piovere di Tignale, monte Castello e il suo santuario, il lago di Garda e la catena del monte Baldo visti da Cima Denervo
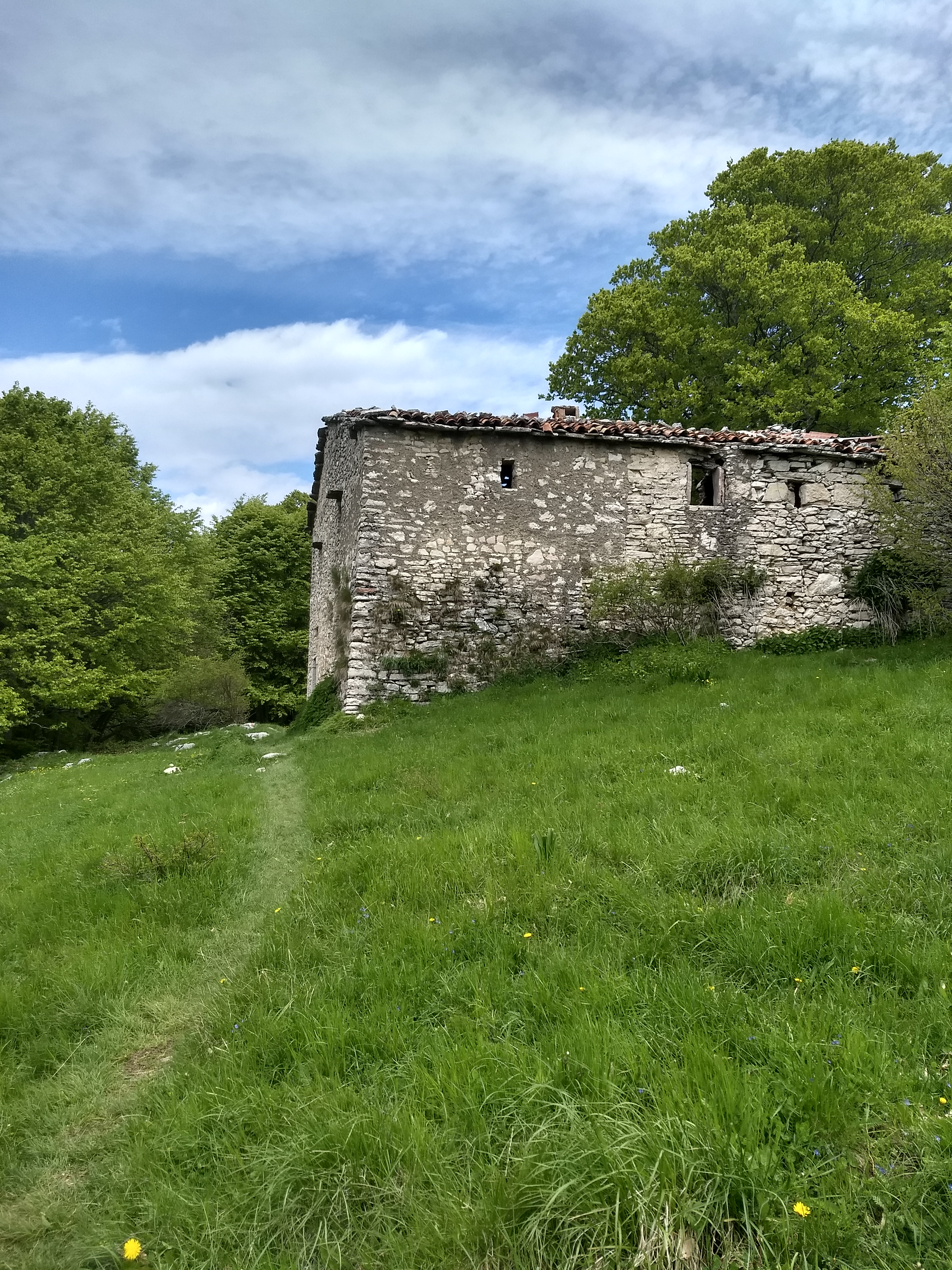
Malga Denervo di Sopra